# توغانه (تشيبا)
مدينة توغانه، (بالإنجليزية: Tōgane)‏ هي إحدى المدن التابعة لولاية تشيبا. تأسست رسميًا في أبريل عام 1945م. ويقدر عدد سكانها بـ 61591 نسمة حسب تقدير مكتب الإحصاء الياباني لعام 2012. تبلغ مساحة توغانه 89.34 كم2. بكثافة سكانية تبلغ 689 نسمة/كم2.

## توأمة
لتوغانه (تشيبا) اتفاقيات توأمة مع كل من:
- كتسبويل
- روي-مالميزون (1990 - )[6]

## أعلام
- يوجي ناغاتا
- كازوكي ناكساوا
- أورارا تاكانو
- كاتسوهيكو ناجاتا